# Škoda Rapid (2012)
O Škoda Rapid (NH) é uma gama de modelos de automóveis de segmento C produzidos pelo fabricante tcheco Škoda Auto. Consiste em três estilos de carroceria: um liftback de 5 portas, um hatchback de 5 portas comercializado como "Spaceback" e um sedã de 4 portas vendido na China. O modelo é baseado em uma plataforma PQ25 focada no segmento B. Outro veículo com o nome Rapid também foi introduzido na Índia em 2011, que é um sedã Volkswagen Vento/Polo rebatizado e reestilizado.
O liftback em sua forma de produção foi mostrado ao público pela primeira vez em setembro de 2012, quando foi apresentado oficialmente no Salão Automóvel de Paris. As vendas começaram na República Tcheca a partir de 20 de outubro de 2012 e no final de 2012 em outras partes da Europa Central e Ocidental, com vendas e produção na Rússia começando no início de 2014.
O hatchback comercializado como Rapid Spaceback estreou no Salão Automóvel de Frankfurt em 2013, com produção iniciada posteriormente. Desde 2019, o sucessor do Rapid na Europa Ocidental e Central é o Škoda Scala, com o Rapid a receber uma reformulação para o mercado russo em 2020 devido à sua popularidade contínua.
O nome "Rapid" foi usado anteriormente na década de 1930 para o Škoda Rapid (1935–1947) e na década de 1980 para o cupê de motor traseiro Škoda Rapid (1984).

## Liftback de 5 portas (NH3)
O Rapid liftback (Typ NH3) foi o primeiro modelo Škoda a apresentar totalmente a nova linguagem de design da marca. Sua aparência minimalista, desenvolvida pelo designer chefe da Škoda, Jozef Kabaň, foi apresentada pela primeira vez pelo carro-conceito Skoda MissionL, que foi exibido no Salão do Automóvel de Frankfurt de 2011. O carro foi pensado para ficar entre o Fabia e a terceira geração do Octavia, onde a Škoda teve uma lacuna após o Octavia Tour ter sido descontinuado em 2011.
Suas dimensões gerais eram bem parecidas com as do Octavia Tour, mas o Rapid oferecia mais espaço para os passageiros traseiros devido à sua maior distância entre eixos (2.602 mm vs 2.578 mm). Apesar de aumentar o espaço interno enquanto reduzia as dimensões externas, o porta-malas encolheu apenas 35 litros (550 L vs 585 L). A carga útil permaneceu a mesma do Octavia Tour (535 kg, incluindo o motorista).
A linha Rapid apresenta três motores a gasolina e um a diesel com várias saídas de potência, todos em conformidade com os padrões Euro 5. Várias unidades a gasolina também estão em conformidade com o Euro 6 desde 2015. Todos os motores são de quatro cilindros, exceto o 1.2 a gasolina básico, que é uma unidade de três cilindros. O câmbio DSG de 7 velocidades é padrão para o motor a gasolina TSI de 1,4 litro topo de linha e opcional para o diesel de 1,6 litro com 66 KW.
Os níveis de acabamento são Active, Ambition e Elegance na maioria dos mercados, ou S, SE e Elegance no Reino Unido. O modelo GreenLine com emissões de CO2 de 99 g/km estava disponível desde 2013. Todos os modelos vendidos na Europa eram equipados com ESC e seis airbags (frontais e laterais para motorista e passageiro, airbags de cortina).
No 32º GTI Treffen (2013), a Škoda apresentou o Rapid Sport com carroceria bicolor e rodas de liga leve de 19".

### Reestilizações
O Rapid foi reestilizado em 2017. Ele recebeu uma fáscia frontal modificada e novos faróis, que podem ser equipados com faróis bi-xenon com luzes LED. Sistemas de assistência foram adicionados e a cabine recebeu um painel ligeiramente modificado. O motor básico em vez de 1.2 MPI agora é o 1.0 TSI, enquanto o motor 1.2 TSI foi completamente removido.
O Rapid liftback foi reestilizado pela segunda vez no final de 2019 para os mercados russo e da CEI, trazendo atualizações significativas de estilo e equipamento. O Skoda Rapid 2020 ganha uma nova cara com faróis de LED triangulares semelhantes aos do hatchback Scala, um para-choque redesenhado com um design mais esportivo e a grade corporativa hexagonal da marca.

Na traseira, ele apresentava as lanternas traseiras de LED em forma de L. Também são novos o sutil spoiler da tampa do porta-malas, o para-choque renovado e as letras "Skoda" na porta traseira. A reforma interna apresentou um layout muito semelhante ao do Scala e ganhou vários novos recursos, que incluem um painel de instrumentos digital, o mais recente sistema de infoentretenimento com tela sensível ao toque "flutuante" de 6,5 polegadas (opcionalmente disponível como uma unidade de 8 polegadas), duas saídas USB-C no console central e volante aquecido.

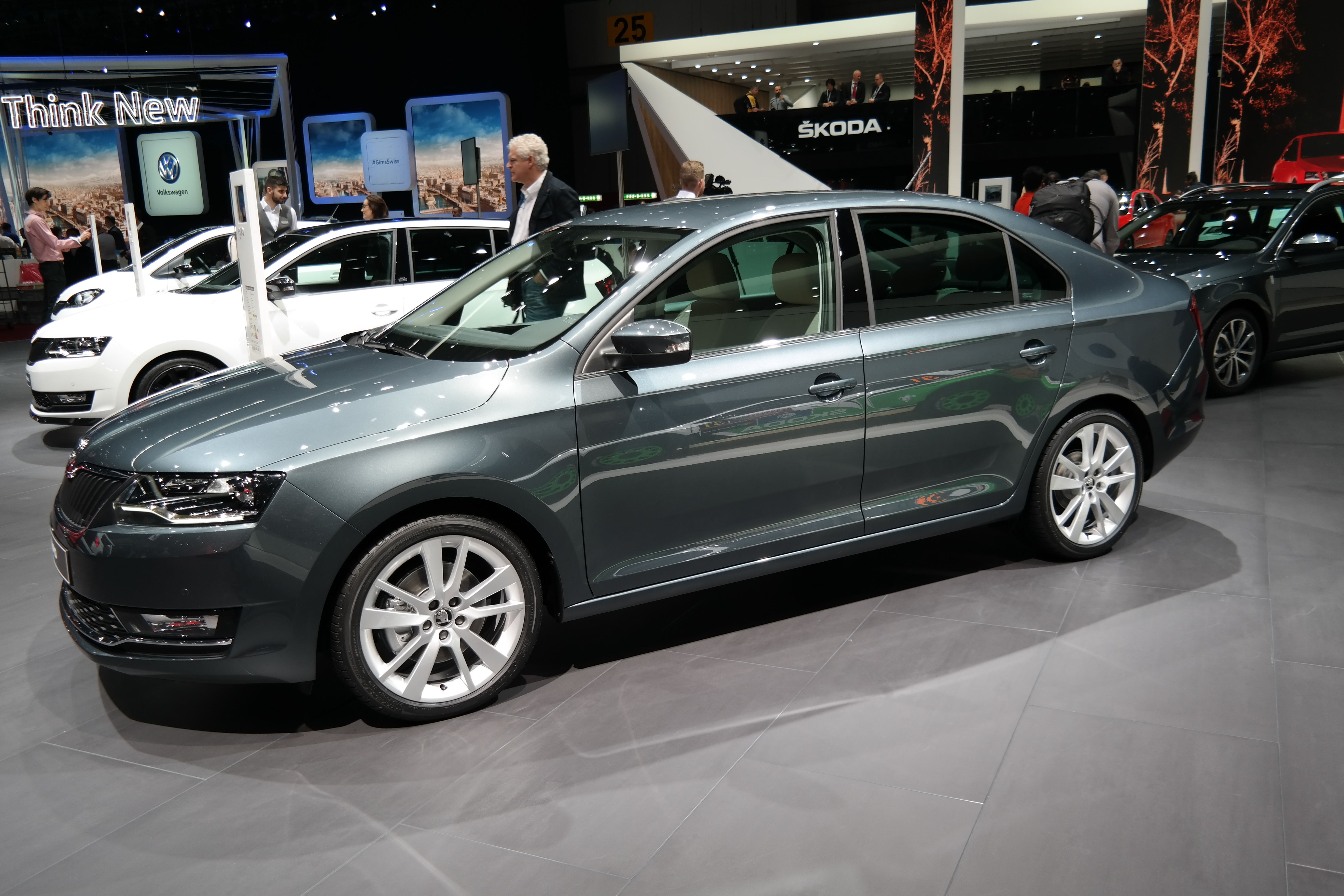
Škoda Rapid (reestilização de 2017)
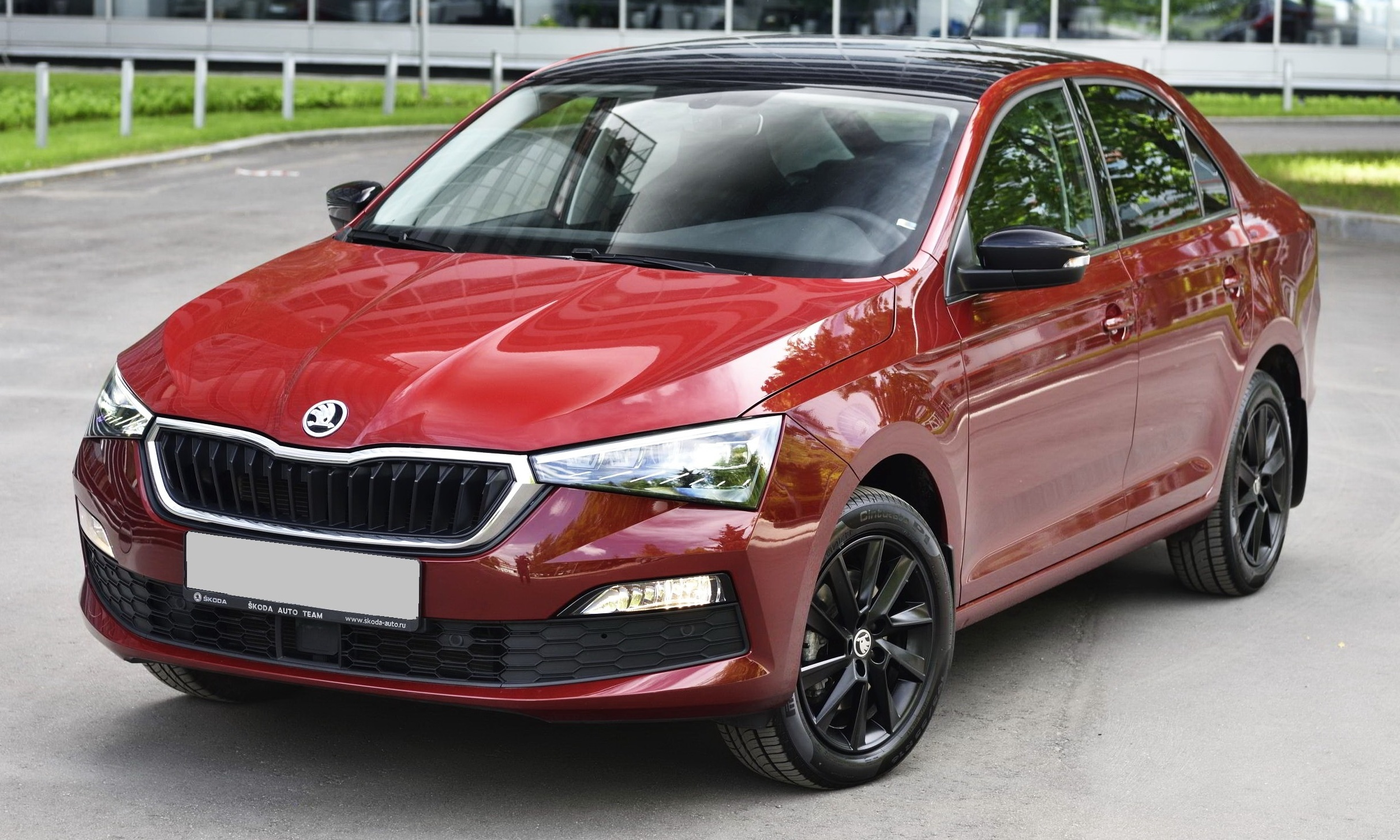
Škoda Rapid (reestilização de 2020, Rússia)
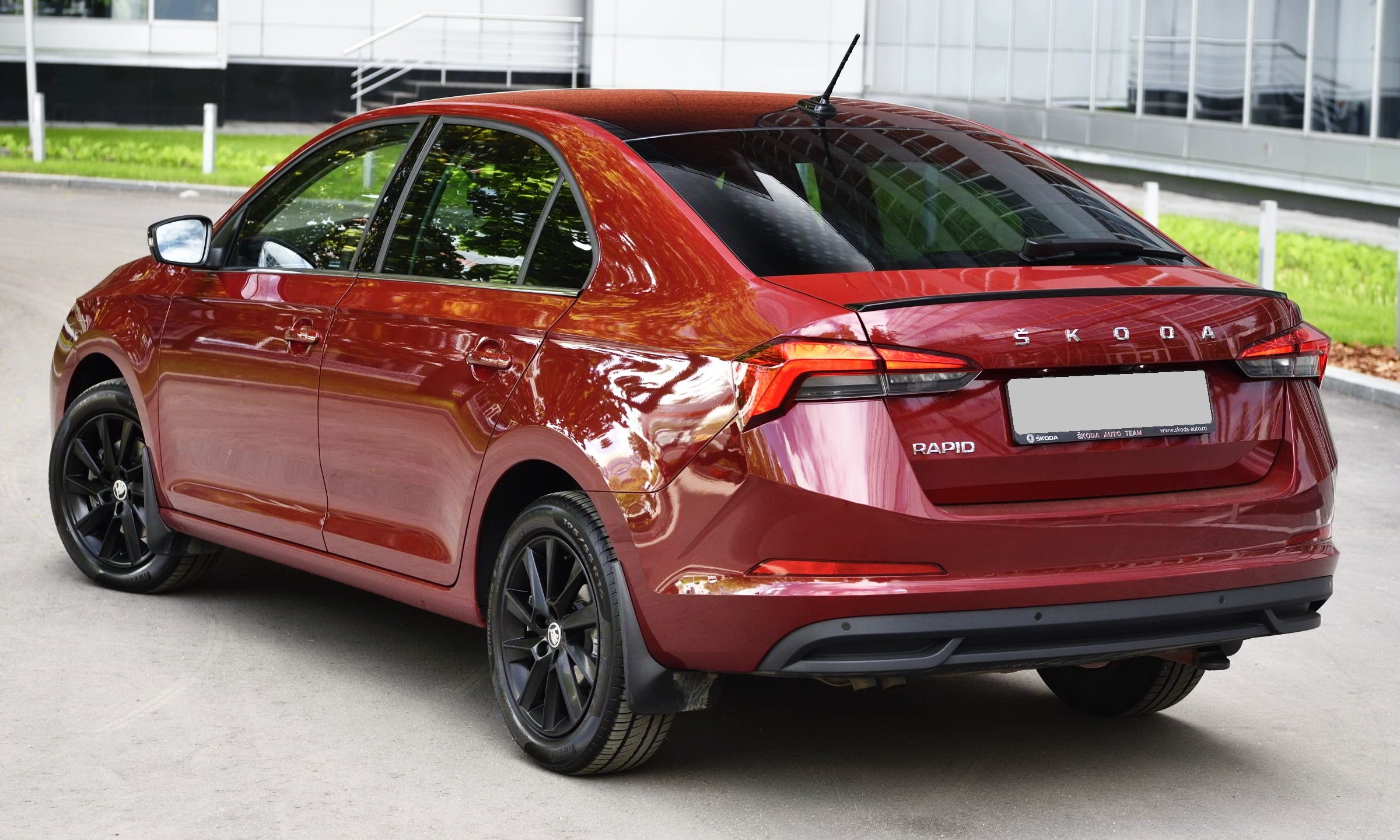
Škoda Rapid (reestilização de 2020, Rússia)
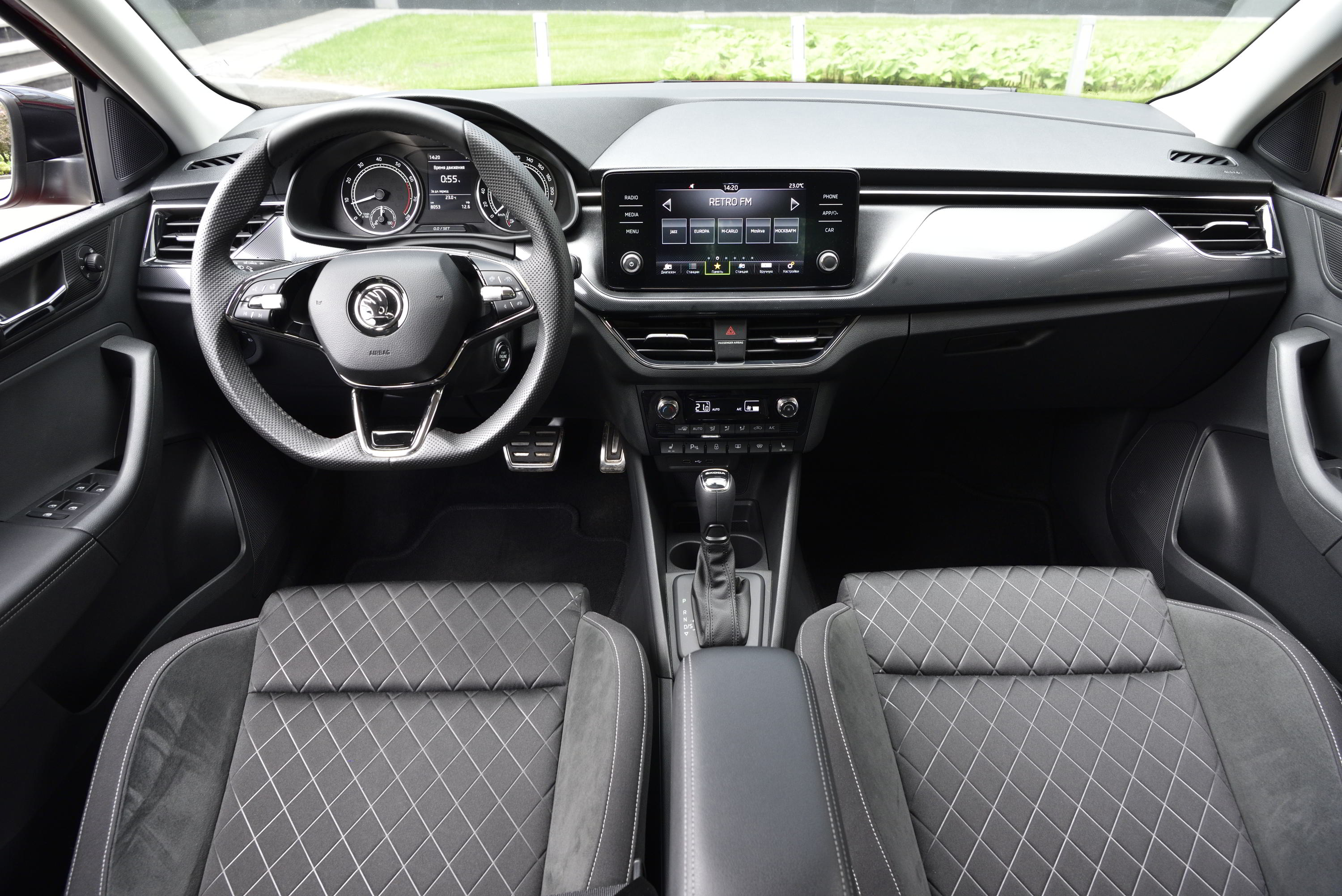
Interior (reestilização de 2020, Rússia)

## Hatchback de 5 portas (Rapid Spaceback; NH1)
O Rapid liftback original foi seguido por um hatchback chamado Rapid Spaceback (Typ NH1) em setembro de 2013 (estreia em exposição e lançamento no mercado). O Spaceback compartilha a distância entre eixos e os painéis dianteiros do liftback e usa uma carroceria de perua, mas com uma saliência traseira encurtada e uma seção traseira correspondentemente encurtada, seguindo a fórmula pioneira na década de 1970, pela Opel/Vauxhall, com seu Opel Kadett City/Vauxhall Chevette. Apesar do formato fastback "esportivo" da traseira, a capacidade de bagagem é avaliada entre 415 e 1380 litros, de acordo com se ou como o banco traseiro é dobrado.
Uma gama de quatro motores a gasolina e dois a diesel oferecendo saídas de potência máxima variando de 75–122 cv é a mesma do Rapid. O mesmo vale para o equipamento. Com o lançamento do Spaceback, os modelos Rapid europeus receberam faróis de xenônio de baixa potência opcionais. Devido à alta intensidade das lâmpadas de xenônio, por lei, se faróis de xenônio forem instalados, lavadores de faróis e ajuste dinâmico do alcance dos faróis também devem ser usados.
Ambas as medidas visam manter o feixe de luz em um volume e ângulo constantes em relação à superfície da estrada para evitar ofuscar outros usuários da estrada. O fluxo luminoso dos faróis de xenônio nos modelos Rapid é de 2.000 lúmens, portanto, não há necessidade de instalar um sistema de lavagem de faróis ou ajuste de alcance dinâmico.
O Rapid Spaceback vem com uma tampa de combustível com trava incluída no sistema de travamento central. Isso significa que não há necessidade de destravar a tampa de combustível com as chaves do carro, o raspador de gelo é protegido contra roubo e pode ser removido somente após o carro ter sido destravado. Essa mudança foi anunciada para chegar ao Rapid liftback também.
A lista de recursos do Rapid Spaceback inclui um piso falso opcional adicionado. O piso falso reduz a diferença de altura entre a soleira de carga e o piso do porta-malas e elimina o degrau criado quando os encostos dos bancos traseiros são rebatidos. Há espaço de armazenamento oculto de até 135 mm sob o piso falso do porta-malas.
Enquanto o Rapid na China é uma variante alternativa do Volkswagen Santana, o Spaceback produzido em cooperação com a SVW é o modelo europeu.

## Sedã de 4 portas
Existem dois modelos de sedã Škoda de 4 portas com o nome Rapid. Na China, o Rapid compartilha painéis de carroceria e outros elementos principais com o Volkswagen Santana chinês de 2012, enquanto ainda apresenta fáscias frontais idênticas com o liftback europeu.
O Rapid fabricado na Índia, lançado em 2011, é baseado no sedã Volkswagen Vento (Polo), que é um modelo completamente diferente. Apesar da versão europeia, os modelos chinês e indiano são sedãs clássicos de 4 portas e 3 volumes.
O Rapid introduziu alguns novos detalhes "Simply Clever", ou seja, tapete de dupla face no porta-malas (borracha/tecido), suporte para colete de advertência sob o assento do motorista, lixeira removível no painel da porta e raspador de gelo na aba do tanque de combustível.

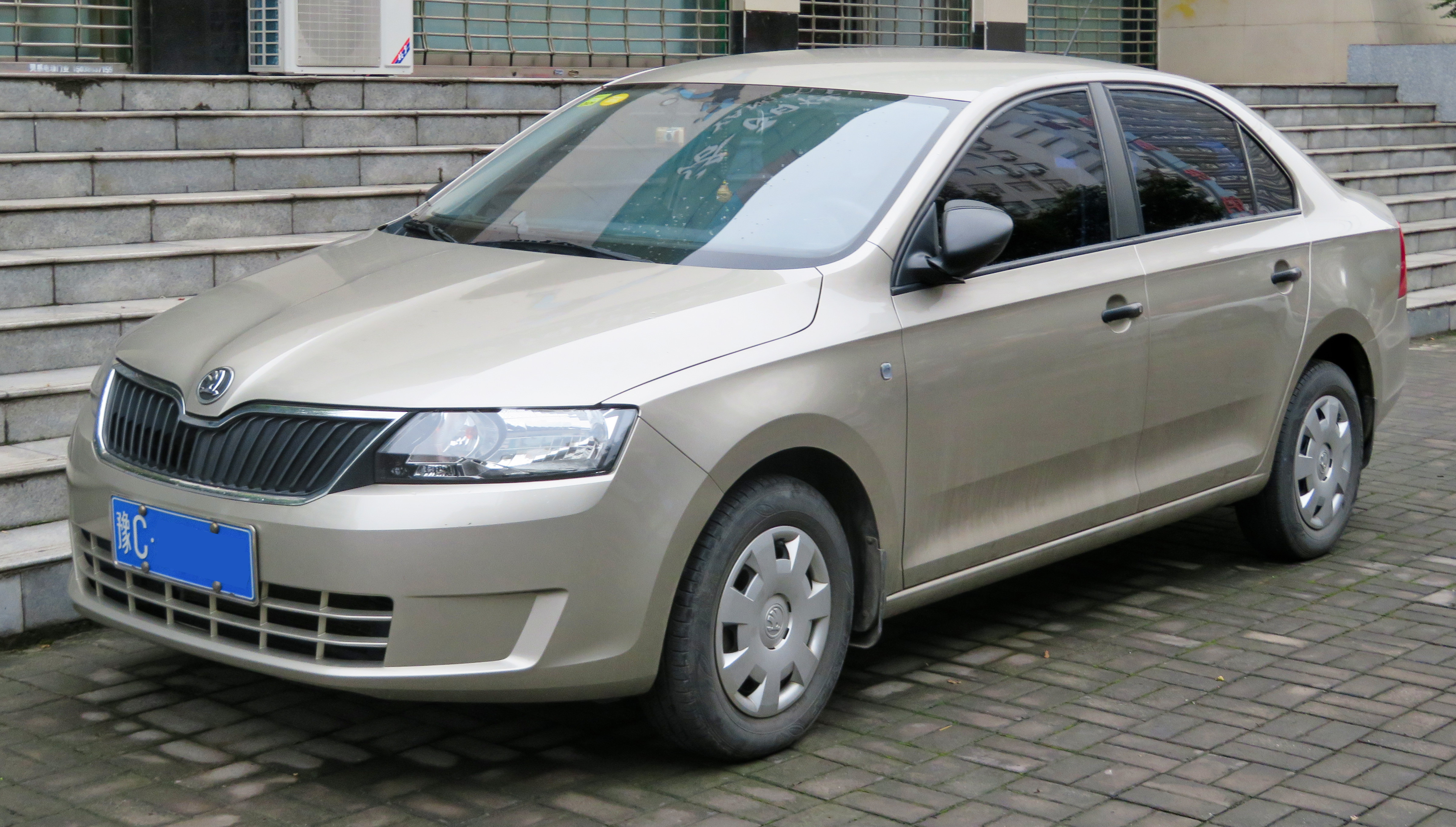
Škoda Rapid sedã 2014
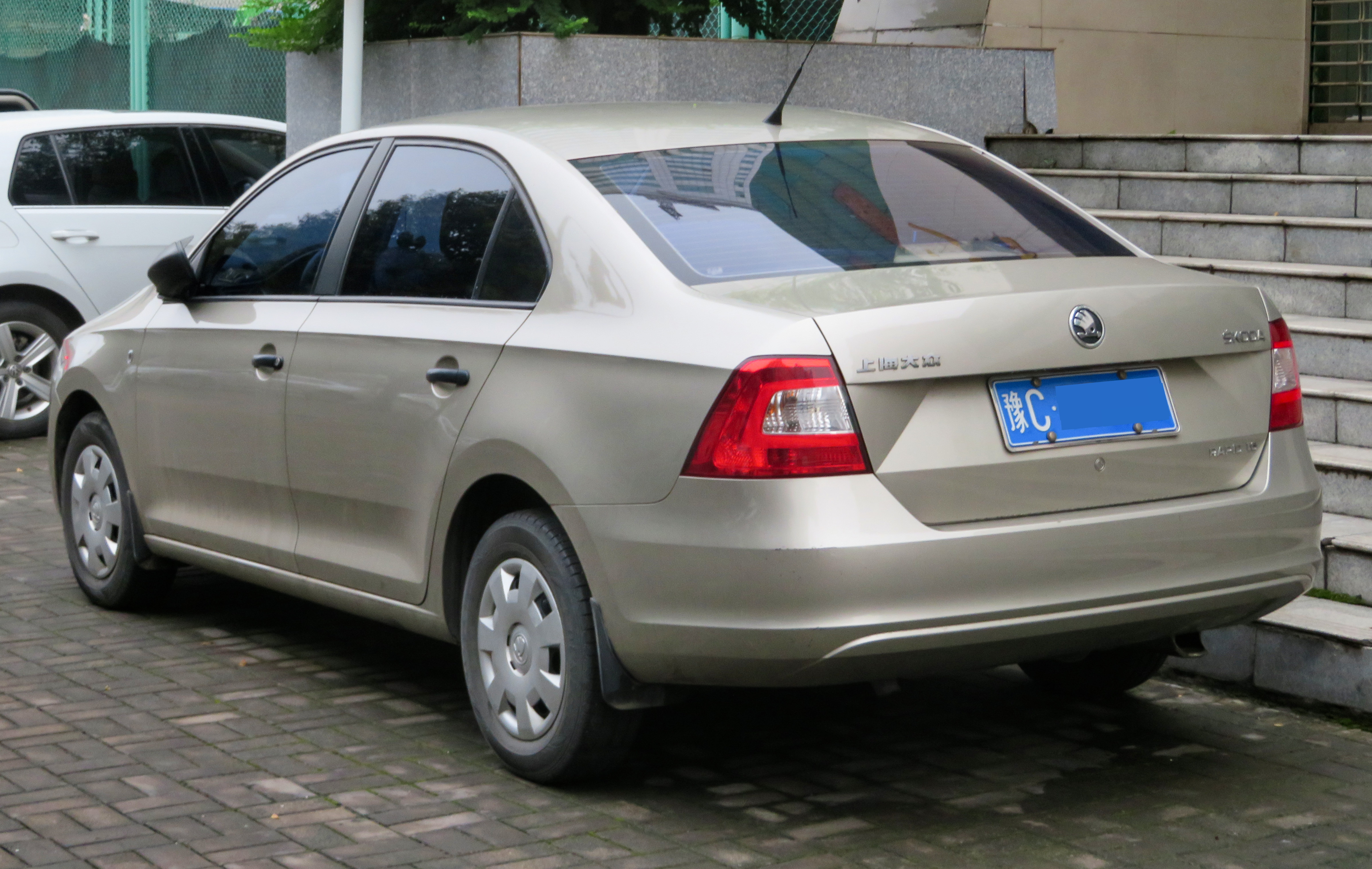
Vista traseira
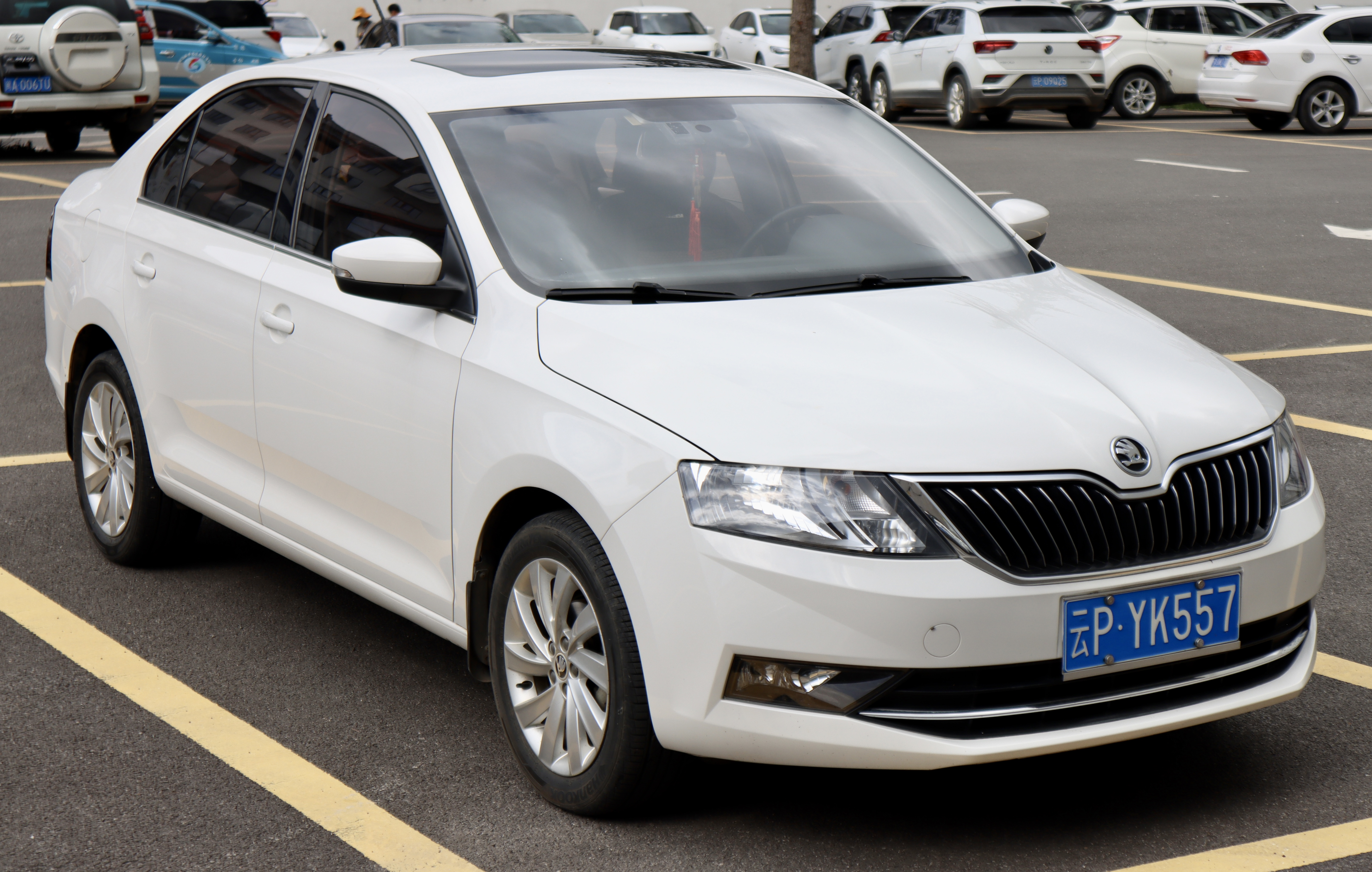
Škoda Rapid sedã 2018 (pequena reestilização com nível de acabamento superior)
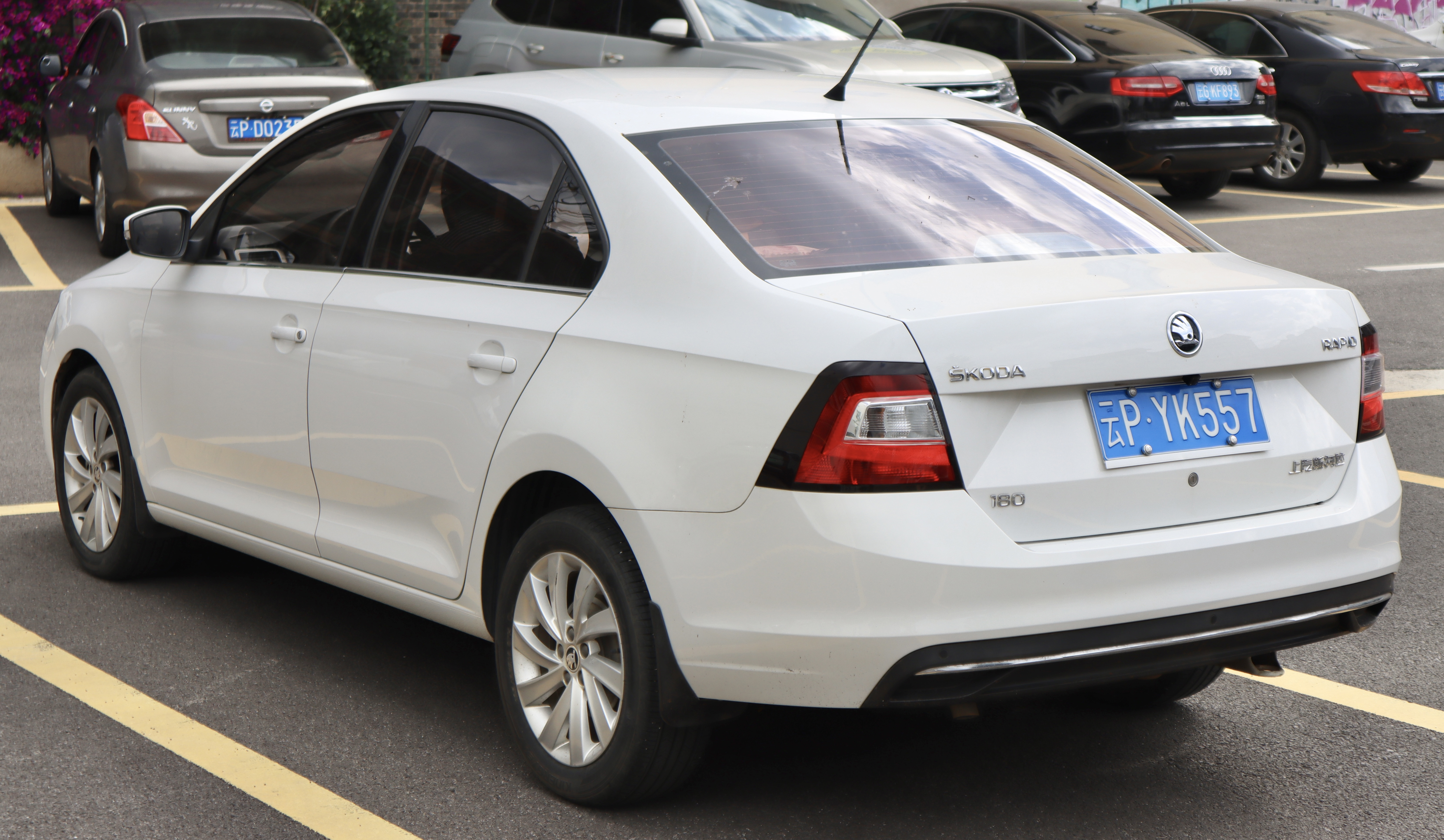
Vista traseira

### Reestilizações
O Škoda Rapid 2020 da China recebe uma reestilização diferente do modelo 2020 com especificações da Rússia. Tanto para o hatchback Spaceback de 5 portas quanto para o sedã regular de 4 portas, o Rapid reestilizado para o mercado chinês apresenta novos faróis e lanternas traseiras inspirados no Scala europeu, uma grade atualizada e para-choques renovados. O interior atualizado do Rapid ganha um novo sistema de infoentretenimento de 8 polegadas que oferece atualizações sem fio e suporta conectividade com Android Auto e smartphone Apple. Tanto o Rapid renovado quanto o Rapid Spaceback na China são movidos por um motor a gasolina de quatro cilindros de 1,5 litro produzindo 111 cv e 145 Nm de torque. Acoplado a uma caixa de câmbio manual de cinco velocidades ou a uma caixa de câmbio automática de seis velocidades, o trem de força já está em conformidade com o padrão de emissões China VI b atualizado que entrou em vigor desde julho de 2023.

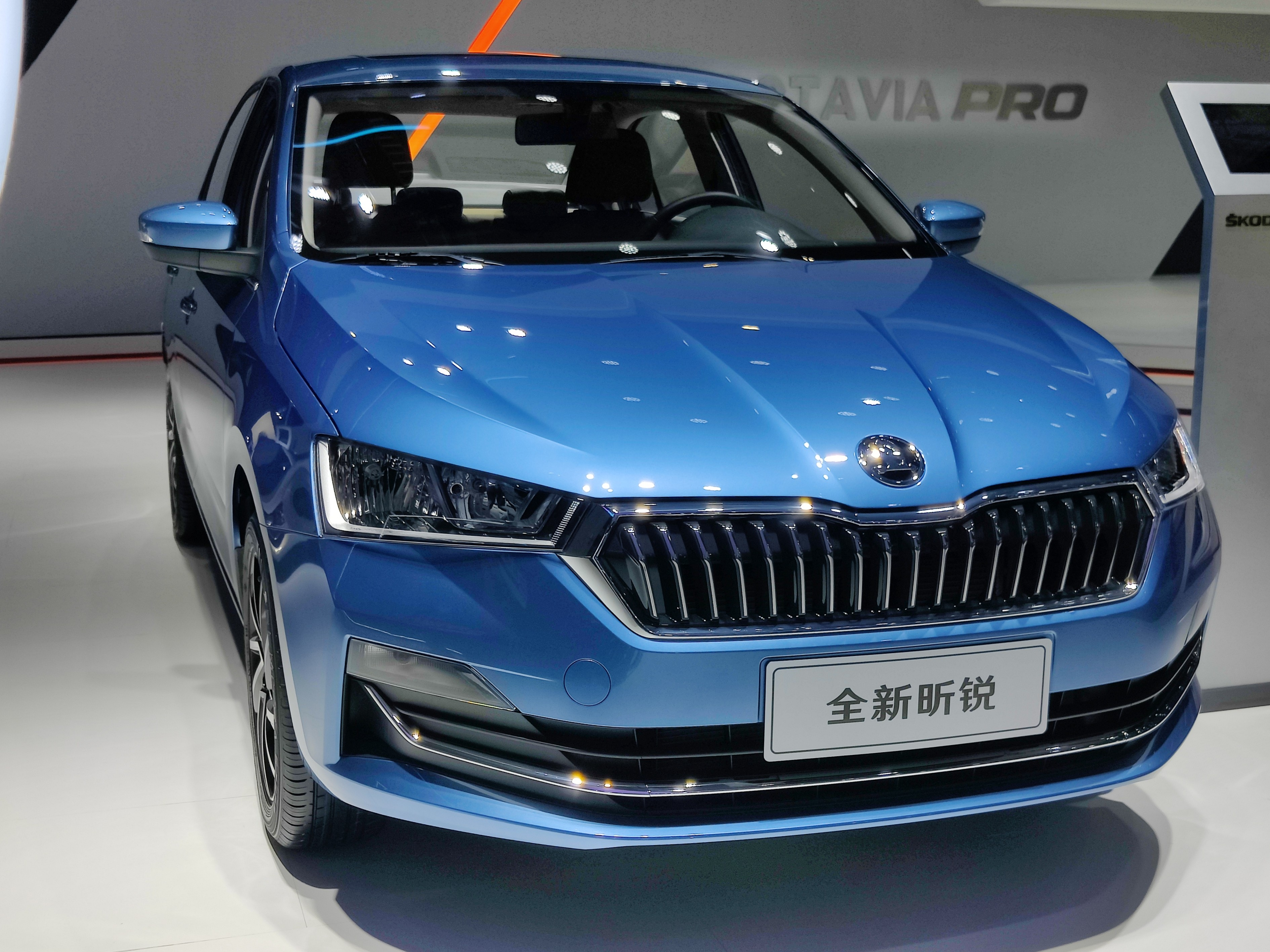
Škoda Rapid sedã 2020 na China (dianteira)
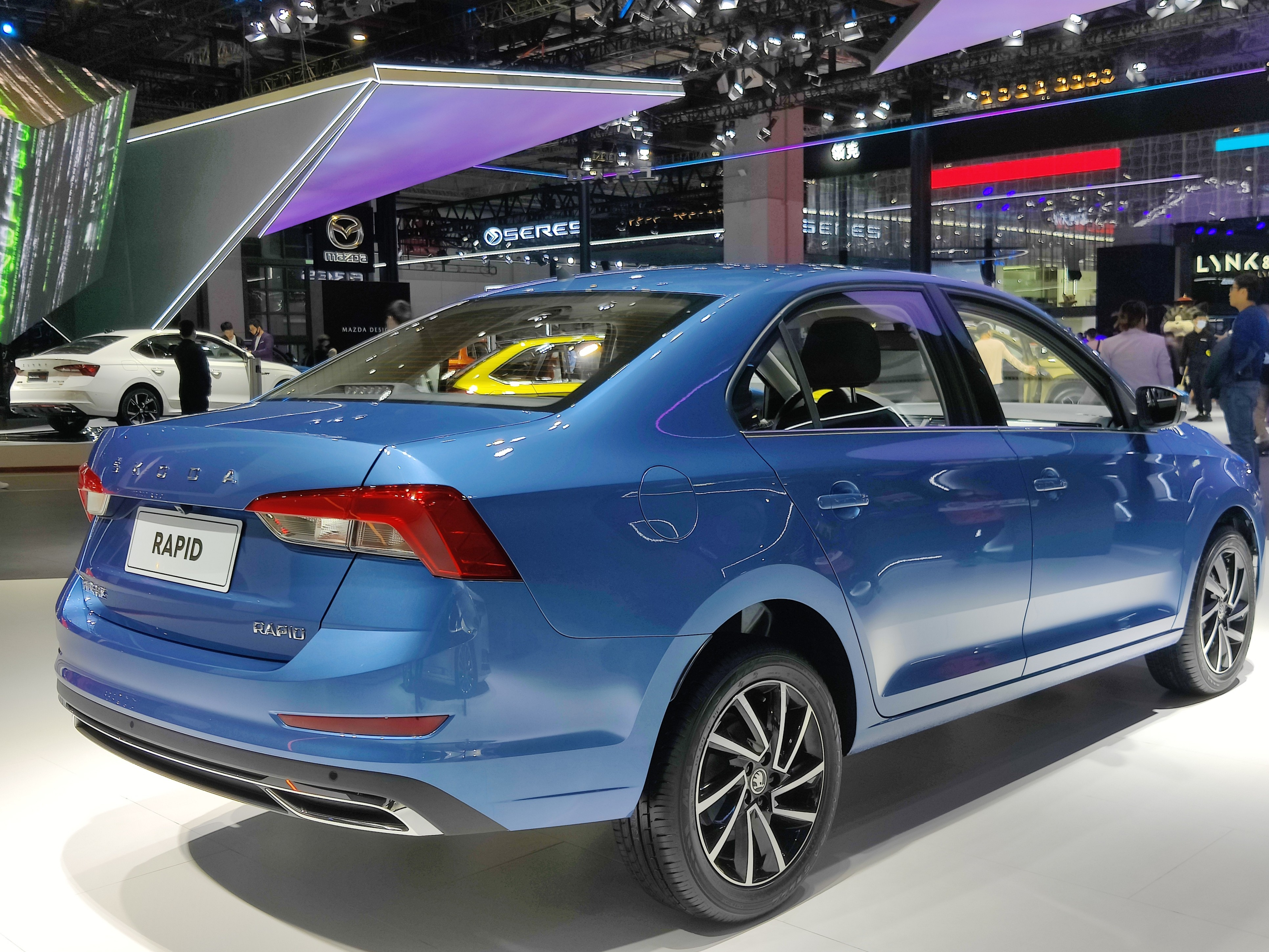
Škoda Rapid sedã 2020 na China (traseira)
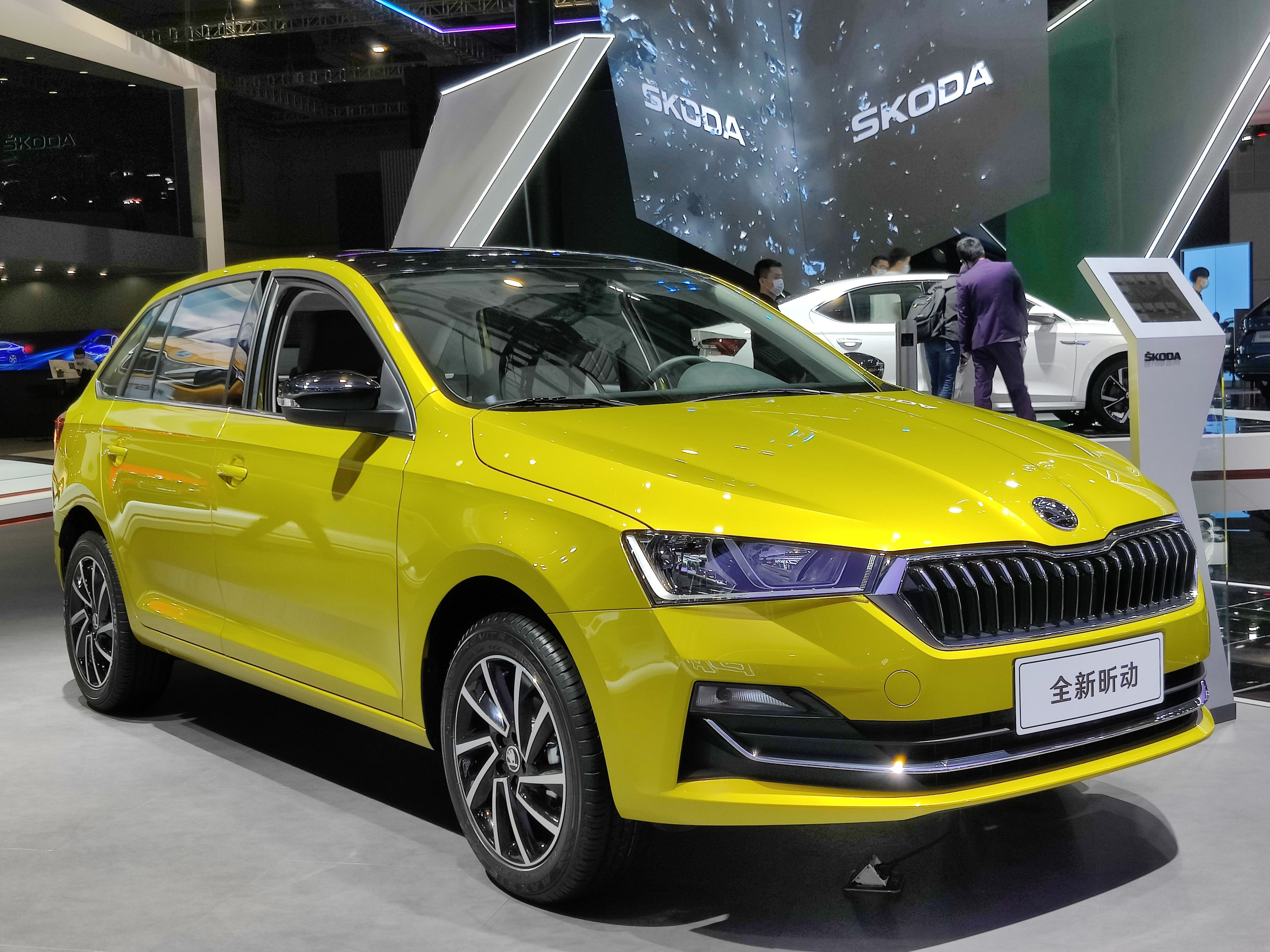
Škoda Rapid Spaceback 2020 na China (dianteira)
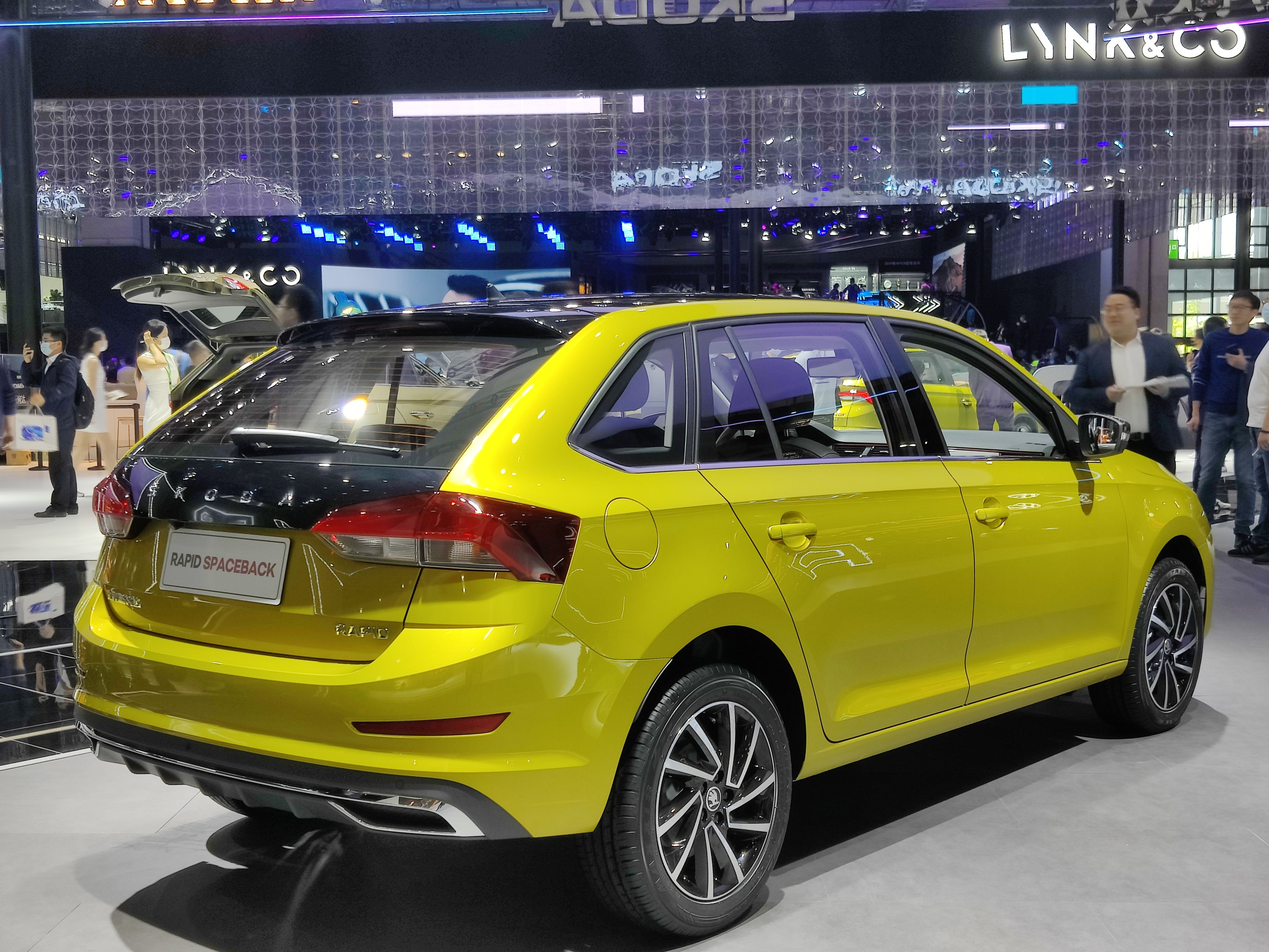
Škoda Rapid Spaceback 2020 na China (traseira)